# 守望级通报舰
守望级通报舰（德語：Wacht-Klasse）是19世纪80年代末德意志帝国海军建造的两艘通报舰，分别是“守望”号和“狩猎”号。这两舰分别于1886年和1887年开建，1888年和1889年竣工。这两舰的设计方案基于因缺少鱼雷武器而被证明为不成功设计的前级“狮鹫”号。为此，守望级两舰装备了三具鱼雷发射管以提高战斗力。这两舰也是第一批装设有装甲防护的德国通报舰。
这两艘军舰都曾在德国主要舰队服役。两舰主要用于和平时期的训练和舰队演习。1901年9月，在年度的舰队演习中，“守望”号意外与铁甲舰“萨克森”号发生碰撞并很快就沉没了。“狩猎”号在这之后又继续服役了三年，之后退出服役，并在随后的16年中先后担任各种角色。1920年，该舰被报废出售。

## 设计
19世纪80年代，德意志帝国海军开始建造现代化的钢壳通报舰，用于舰队侦察和鱼雷艇舰队的指挥。其中第一批是两艘闪电级通报舰。1883年，列奥·冯·卡普里维将军取代阿尔布雷希特·冯·斯托施成为皇家海军司令后，海军开始转向绿水学派原则。这一海军发展思想主要采用小型廉价鱼雷艇而不是昂贵的铁甲战舰来保卫国家海岸。当时的帝国议会反对海军大量的开支，因此这一战略得到了议会的支持。卡普里维指示新型通报舰（即后来的守望级）应该有着更小的体积以及能够跟上最新的鱼雷艇行进的高速度。
结果，这两艘舰只在服役中的表现令人失望。得因于较小的舰体尺寸，使两舰在建造完成并进行海上试验之后才显现出糟糕的船舶耐波性。此外，由于舰载炮台火力太弱，无法有效地与其他舰队的同类舰艇进行交战。这两个缺陷限制了两舰作为舰队侦察舰的效用。然而与之前的设计相比，本级两舰确实引入了一些改进，其中包括装甲甲板和对指挥塔的保护，以及舰上新增的电气照明。

### 常规参数
守望级两舰的水线长为84（276英尺），全长85.5（281英尺），舷宽9.66（31.7英尺），舰首最大吃水深度3.74米（12.3英尺），舰尾吃水深4.67米（15.3英尺）。按照设计，两舰的排水量可达1,246公噸（1,226長噸；1,373短噸），在满载状态下则达到1,499公噸（1,475長噸；1,652短噸）。两舰的舰体由横向钢架构成。“守望”号和“狩猎”号编配7名军官和134名水手。舰上还载有几艘较小的船只，包括一艘巡逻艇、一艘高低桅小帆船、一艘小艇和一艘独桅快船。两舰并不是十分高效的海船，抗波性、复原性能以及可操作性都较差。

### 动力
守望级通报舰的推进系统由两台三缸三胀蒸汽机组成，每台蒸汽机驱动一具直径3.3米（11英尺）的三叶螺旋桨。四座燃煤机车锅炉为蒸汽机提供蒸汽，这些锅炉集中安装在舰舯部通过单根烟囱进行排气。1891年至1893年间，希肖公司和威廉港皇家造船厂建造的新锅炉得以被安装上舰。舰上配备了两台发电机，可以在67V的电压下输出20千瓦特（27匹馬力）的功率。
舰载推进系统可以输出4,000匹公制馬力（3,900匹指示馬力）的额定功率以达到19節（35每小時；22英里每小時）的最高航速，然而两舰实测均为达到设计时速。舰上携带的230公噸（230長噸；250短噸）煤，支持两舰在单舵操控下能够以10節（19每小時；12英里每小時）的速度航行大约2,860海里（5,300；3,290英里）。

### 武器和装甲
建造时，本级舰只装备了三门105（4.1英寸）K L/35舰炮，分别安装在单座中轴炮座内。这些炮座内总共配备了180发炮弹，射程可达7,000米（23,000英尺）。此外，两舰还装有三具35 cm（13.8英寸）的鱼雷发射管，其中一具装在舰首水线下，另外两具装在舷侧的甲板发射器中。1891年，四门88毫米SK L/30单座速射炮替换掉了原本的105毫米舰炮。
本级舰只是德国首批配备装甲的通报舰：10（0.39英寸）厚的甲板装甲和20（0.79英寸）厚的斜面装甲分别保护着弹药库和机舱。指挥塔由侧边安装的25（0.98英寸）装甲以及顶部安装的10（0.39英寸）厚装甲提供防护。围绕烟囱的围板有75（3.0英寸）厚。所有装甲都由复合熟铁制成。为了防御来自水下的攻击，舰体在装甲被分隔成12个装甲甲板下方水密隔舱和10个水面上隔舱。

## 舰只
| 舰名          | 建造者             | 开建      | 下水          | 完成          | 结局              |
| ------------- | ------------------ | --------- | ------------- | ------------- | ----------------- |
| “守望”号 （） | 不来梅威悉股份公司 | 1886年8月 | 1887年8月27日 | 1888年8月9日  | 1901年9月4日沉没  |
| “狩猎”号 （） | 不莱梅威悉股份公司 | 1887年    | 1888年7月7日  | 1889年6月25日 | 1910年5月14日除籍 |

## 服役记录

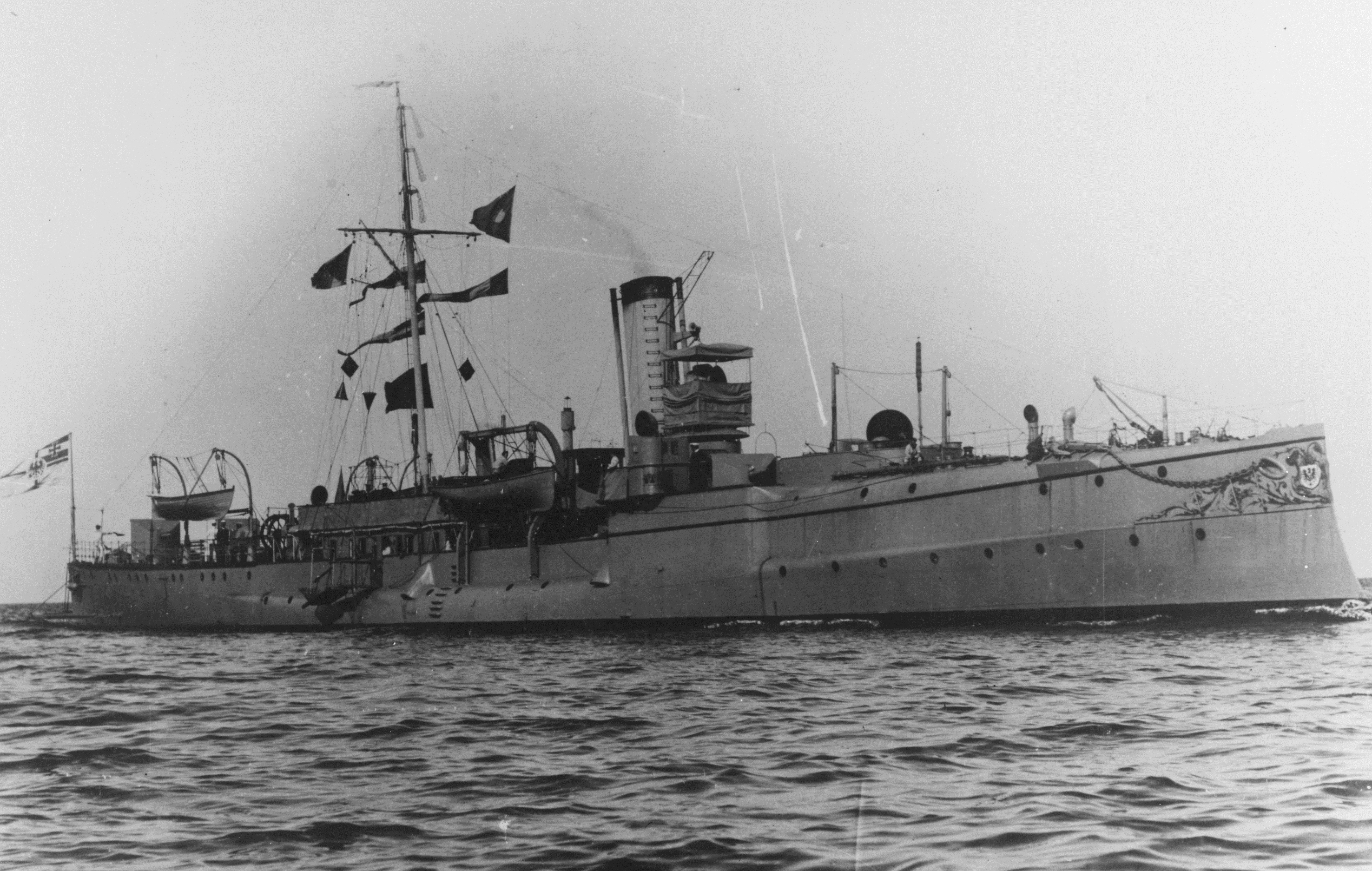
1899年的“守望”号

“守望”号与“狩猎”号在服役生涯中曾担纲多种角色。1889年，“守望”号在主力舰队中服役并与四艘铁甲舰以及皇家游艇“霍亨佐伦”号一起，开始了前往地中海的大规模训练巡航。德国皇帝威廉二世顺道对希腊、奥斯曼帝国、奥匈帝国以及意大利进行了一系列访问。“狩猎”号曾在1890年和1891年护送威廉二世登上“霍亨佐伦”号两次在北海海域进行巡航。返回德国后，“狩猎”号开始在威廉港担任警备舰。此外，这两艘军舰还参加了和平时期的例行训练，尤其是每年8月和9月的大型舰队演习。1893年，“守望”号开始担任鱼雷艇的舰队先头舰。1895年3月，“狩猎”号成为第一艘通过基尔运河的船只。彼时，该舰通过实际航行对船闸系统等进行一系列测试，以确保整个航道正常运作。之后该航道于6月份正式开通。
在19世纪90年代中期，这些船只开始作为主力舰队的通报舰。作为通报舰，这些舰只被用于侦察、传递信号以及阻止敌方鱼雷艇的攻击。1901年初，“狩猎”号作为代表德国参加维多利亚女王葬礼的舰队的一员前往英国。但是到了8月11日，对这艘船的例行检查发现状况不佳，因此被停止服役。9月4日，“守望”号在训练演习中不小心撞上了装备坚固的铁甲舰“萨克森”号。“萨克森”号的撞角严重损坏了“守望”号水线以下部位，导致后者迅速下沉。而舰上全体船员全都被安全撤离。“狩猎”号则在1910年5月被从海军除籍，然后被用作鱼雷发射平台进行鱼雷训练，并最终在1920年被出售拆解。

## 脚注

### 引文
1. 1 2 3 4 5  日本海人社 & 德国巡洋舰史，第22頁
2. ↑  日本海人社 & 德国巡洋舰史，第18頁
3. ↑  顾慧丽 1998，第247頁.
4. ↑  日本海人社 & 德国巡洋舰史，第14頁
5. 1 2  海战事典.2，第4頁
6. ↑  1914-1945年的海上战争，第24頁
7. 1 2 3 4 5 6  Hildebrand, Röhr, & Steinmetz Vol. 8，第60頁.
8. ↑  上海交通大学 1991，第707頁
9. ↑  席玉虎 2007，第470頁
10. ↑  刘伟 2019，第158頁
11. 1 2  Gröner，第95–96頁.
12. 1 2  Lyon，第257頁.
13. ↑  全国科学技术名词审定委员会 2019，第246頁
14. ↑  张黎源 2020，第411頁
15. 1 2 3  Gröner，第95頁.
16. ↑  杨坚 2017，第19頁
17. ↑  崔刚 2009，第31頁
18. ↑  全国科学技术名词审定委员会 2019，第245頁
19. ↑  姜波, 孙卓敏 & 孙淑娟 2017，第109頁
20. 1 2 3 4 5  Hildebrand, Röhr, & Steinmetz Vol. 4，第217頁.
21. ↑  章骞 2013，第1頁
22. ↑  徐钟 2006，第813頁
23. ↑  李浑成 1998，第1663頁
24. ↑  章骞 2013，第12頁.
25. ↑  袁随善 & 何志刚 1992，第1001頁.
26. ↑  Hildebrand, Röhr, & Steinmetz Vol. 8，第60–61頁.
27. 1 2  Gröner，第96頁.
28. ↑  Hildebrand, Röhr, & Steinmetz Vol. 8，第61頁.